# Andrea Pizzitola
Andrea Pizzitola, né le 19 juin 1992 à Montpellier est un pilote automobile français.

## Biographie
Vice-champion du championnat de France F4 en 2011, Andrea Pizzitola monte en Eurocup Formula Renault 2.0 la saison suivante. Avec l'écurie française R-Ace GP, il termine à la 21e place du championnat. En parallèle, il participe à la Formula Renault 2.0 NEC et termine sur quatre podiums.
Avec ART Grand Prix, la saison 2013 est meilleure pour le français qui décroche son premier podium en Eurocup Formula Renault 2.0 et gagne sa première course en Formula Renault 2.0 NEC.
La saison 2014 est encore meilleure pour Pizzitola, avec Manor MP Motorsport. Il marque une nouvelle victoire en Formula Renault 2.0 NEC, mais surtout, remporte ses deux premières victoires en Eurocup Formula Renault 2.0, lui permettant de terminer quatrième du championnat,. À la fin de la saison, il participe aux essais GP3 Series à Abu Dhabi et fait le meilleur temps.
En 2015, il remporte de championnat d'Europe de Renault Sport Trophy catégorie Elite. Ce qui lui permet d'effectuer un test avec Nissan au Japon en GT500.
En 2016 il signe un contrat avec Nissan et Renault en tant que pilote officiel, et évolue en LMP2 en ELMS, en Asian le Mans Series et aux 24H du Mans avec le team portugais Algarve Pro Racing.

## Résultats en compétition automobile
- 2011 :
  - Championnat de France F4 : Vice-champion, trois victoires.

- 2012 :
  - Eurocup Formula Renault 2.0 : 21e, une pole position.
  - Formula Renault 2.0 Northern European Cup : 13e, quatre podiums.

- 2013 :
  - Eurocup Formula Renault 2.0 : 13e, un podium.
  - Formula Renault 2.0 Northern European Cup : 6e, une victoire.

- 2014 :
  - Eurocup Formula Renault 2.0 : 4e, deux victoires.

- 2015 : 
  - Renault Sport Trophy Élite : Champion, une victoire
  - Renault Sport Trophy Endurance : 2e, deux victoires

## Résultats aux 24h du mans
| Année | Equipe             | Coéquipiers                    | Voiture      | Classe | Tours | Pos.        | Class Pos.  |
| ----- | ------------------ | ------------------------------ | ------------ | ------ | ----- | ----------- | ----------- |
| 2016  | Algarve Pro Racing | Michael Munemann Chris Hoy     | Ligier JS P2 | LMP2   | 341   | 17e         | 12e         |
| 2018  | G-Drive Racing     | Roman Rusinov Jean-Éric Vergne | Oreca 07     | LMP2   | 369   | Disqualifié | Disqualifié |
| 2019  | Algarve Pro Racing | David Zollinger John Falb      | Oreca 07     | LMP2   | 357   | 15e         | 10e         |